# Episodi di Piccoli brividi (serie televisiva 2023) (prima stagione)
La prima stagione della serie televisiva Piccoli brividi, composta da dieci episodi, è stata distribuita dal 13 ottobre al 17 novembre 2023 sul servizio di video on demand Disney+, in tutti i paesi in cui il servizio è disponibile.
| nº | Titolo originale                 | Titolo italiano                         | Romanzo                        | Pubblicazione    |
| -- | -------------------------------- | --------------------------------------- | ------------------------------ | ---------------- |
| 1  | Say Cheese and Die!              | Di' "Cheese" e muori                    | Foto dal futuro                | 13 ottobre 2023  |
| 2  | The Haunted Mask                 | La maschera posseduta                   | La maschera maledetta          | 13 ottobre 2023  |
| 3  | The Cuckoo Clock of Doom         | La condanna dell'orologio a cucù        | La pendola del destino         | 13 ottobre 2023  |
| 4  | Go Eat Worms                     | Vermi indigesti                         | Vendetta strisciante           | 13 ottobre 2023  |
| 5  | Reader Beware                    | Attento a te, lettore                   | Tagline della serie di romanzi | 13 ottobre 2023  |
| 6  | Night of the Living Dummy        | La notte del burattino vivente          | Il pupazzo parlante            | 20 ottobre 2023  |
| 7  | Give Yourself Goosebumps         | Regalati un brivido                     | Titolo della serie spin-off    | 27 ottobre 2023  |
| 8  | You Can't Scare Me               | Non mi spaventi                         | La notte dei mostri di fango   | 3 novembre 2023  |
| 9  | Night of the Living Dummy Part 2 | La notte del burattino vivente: Parte 2 | Il pupazzo parlante n.2        | 10 novembre 2023 |
| 10 | Welcome to Horrorland            | Benvenuti a Horrorland                  | Una giornata particolare       | 17 novembre 2023 |

## Di' "Cheese" e muori
- Titolo originale: Say Cheese and Die!
- Diretto da: Rob Letterman
- Scritto da: Rob Letterman e Nicholas Stoller

Nell'immaginaria cittadina di Port Lawrence, Isaiah, quarterback di football americano, è fidanzato con Alison, pronta ad organizzare una festa di Halloween all'insaputa dei propri genitori, tuttavia un utente misterioso ha svelato loro il segreto. Isaiah aiuta quindi Alison ad organizzare la festa nella vecchia casa Biddle, abbandonata da trent'anni dopo che, nel 1993 vi è morto il giovane Harold Biddle. Arrivato nella casa assieme ad Alison, il suo amico James e Margot Stokes, Isaiah trova nello scantinato una vecchia macchina fotografica polaroid ed inizia a scattare delle foto ai suoi amici, su cui però non appare nulla. La festa viene interrotta dall'arrivo del professor Nathan Bratt, nuovo proprietario di casa Biddle nonché nuovo insegnante di lettere, che caccia tutti i ragazzi con la minaccia di chiamare la polizia. Nella fuga, Alison sembra vedere il fantasma del giovane Harold nel bosco, ma pensa che si tratti di un'allucinazione dovuta all'alcool.
Il giorno dopo Isaiah scopre che le foto che aveva scattato la sera della festa raffigurano in realtà dei presagi di morte che riguardano sia lui che i suoi amici: poco dopo tutti i presagi iniziano ad avverarsi e raggiungono il loro culmine durante una partita, nella quale Isaiah ha un’allucinazione dove vede il giovane Harold bruciare tra le fiamme e, a causa di ciò, si rompe un braccio. Il ragazzo viene portato di corsa in ospedale dove Nora Parker, madre di Lucas, uno degli amici di Isaiah, informa i suoi genitori che il passato sta per tornare e si sta di nuovo per abbattere su di loro per i fatti commessi trent'anni prima. In quel momento il professor Bratt, nella sua nuova casa, viene posseduto dallo spirito di Harold Biddle.

## La maschera posseduta
- Titolo originale: The Haunted Mask
- Diretto da: Erin O'Malley
- Scritto da: Franklin Jin Rho

La puntata inizia con un flashback della festa di Halloween alla quale partecipa anche Isabella, una ragazza poco considerata dai suoi compagni di classe che sfoga le sue frustrazioni trollando le persone su Internet: è stata lei a svelare ai genitori di Alison della festa organizzata a loro insaputa. Isabella, giunta a casa Biddle, si impossessa di una strana maschera che si scoprirà essere demoniaca. Infatti ogni volta che la indossa è come se le dicesse come comportarsi e cosa fare, mettendola anche in pericolo e trasformandola in un troll. Resasi immediatamente conto che c'è qualcosa che non va, e che questa cosa è da ricondurre solo ed esclusivamente alla maschera, decide di sbarazzarsene gettandola nel fiume.
Anche il professor Bratt inizia a comportarsi in modo strano, arrivando anche a spaventare Nora Parker. Nora capisce immediatamente che sta accadendo qualcosa e fa pervenire a Isaiah una vecchia foto di Harold Biddle, poiché convinta che il ragazzo possa averlo visto durante la partita di football dove è rimasto infortunato al braccio. Successivamente si incontra con i genitori di Isabella, James e di Isaiah e li informa che secondo lei lo spirito di Harold è tornato per vendicarsi di ciò che gli hanno fatto nel 1993 ma nessuno sembra volerle crederle.

## La condanna dell'orologio a cucù
- Titolo originale: The Cuckoo Clock of Doom
- Diretto da: Erin O'Malley
- Scritto da: James Edgan

La puntata riparte dalla festa di Halloween, durante la quale James sbatte la testa contro un orologio a cucù e innesca un loop temporale dove, ogni volta che prova ad uscire da casa Biddle, ritorna indietro nel momento esatto in cui sbatte la testa contro il cucù. Riesce a sbloccare il loop ma, una volta tornato a casa, scopre che ogni volta che è tornato indietro ha creato un suo clone. I cloni lo rapiscono e lo gettano in un burrone dentro le miniere di famiglia per poi impersonarlo e fare in modo che tutti lo odino e non lo cerchino. Isaiah, Isabella e Margot riescono a liberarlo e insieme decidono di capire cosa sta succedendo nella loro città: i quattro amici hanno capito che tutto è da ricollegare a casa Biddle. Avendo sentito la frase di Nora all'ospedale, la raggiungono per saperne di più ma la donna si limita a dire a Margot che dovrebbe parlarne con sua madre Sarah che, da parecchio tempo, vive fuori città. Margot la chiama chiedendo informazioni su Harold e la donna, sconvolta, intima la figlia di non farsi influenzare dai racconti di nessuno e che presto arriverà in città.

## Vermi indigesti
- Titolo originale: Go Eat Worms
- Diretto da: Steve Boyum
- Scritto da: Courtney Perdue & Baindu Saidu

Lucas scopre che sua madre Nora e Colin, il padre di Margot, hanno una relazione. Ne parla con l'amica che rimane basita e, per tirarla su di morale, mangia un verme preso a casa Biddle, durante la festa di Halloween. Nella notte i vermi entrano nel suo corpo e, la mattina dopo, Lucas si rende conto di essere diventato insensibile a qualsiasi forma di dolore. Lucas decide di sfruttare il suo nuovo potere per provare un salto in moto da un pericolosissimo dirupo che, anni prima, fu fatale al padre. Nora e Margot riescono però a fermarlo in tempo e Lucas vomita tutti i vermi che si trasformano in un mostro che prova ad ucciderlo. Il mostro insegue Lucas, Nora e Margot fino alla segheria, dove viene triturato.
Nora decide di raccontare tutta la verità alla polizia che, credendola pazza, la fa internare nella clinica dove lavora la madre di Isabella. Nel frattempo, a scuola, il professor Bratt (impossessato da Harold) nota che Lucas usa come suo portafortuna un occhio di legno e riesce ad impossessarsene facendo intuire che questo apparteneva ad un certo "Slappy".

## Attento a te, lettore
- Titolo originale: Reader Beware
- Diretto da: Steve Boyum
- Scritto da: Mariko Tamaki

Sarah, la madre di Margot, torna in città e trova Nora ricoverata nella clinica psichiatrica che le confessa che Harold è tornato. Nel frattempo il professor Bratt consegna a Margot un vecchio album di Harold in cui ci sono dei disegni che si scopriranno essere maledetti. Ogniqualvolta Margot si trova nella stanza disegnata nell'album, riesce a vedere il passato scoprendo che Harold e sua madre Sarah erano amici e che la donna, assieme ai genitori dei suoi amici, sono coinvolti con la sua morte. I ragazzi vengono avvicinati dal professor Bratt, il quale dice loro che racconterà tutta la verità su Harold. 

## La notte del burattino vivente
- Titolo originale: Night of the Living Dummy
- Diretto da: Félix Enríquez Alcalá
- Scritto da: Nick Mueller

Il professor Bratt inizia il racconto. 
Negli anni '50, Ephraim, bisnonno di Harold, era un comico teatrale con poco successo, finché non trova una vecchia valigia con un vecchio burattino dentro a cui da il nome di Slappy. Nel suo taschino Ephraim trova un biglietto con delle frasi che, una volta recitate, riportano in vita Slappy. Diventa in breve tempo famoso come ventriloquo, dato che, effettivamente, è Slappy a parlare. Resosi tuttavia conto che Slappy è malvagio, decide di richiuderlo nella valigia che nasconde in un'intercapedine del muro nello scantinato. 
Nel 1993 Harold si trasferisce con la sua famiglia nella casa che la madre ha ereditato da Hepraim (diventando così casa Biddle) e, per caso, trova dietro il muro dello scantinato il burattino Slappy: anche in questo caso Harold legge le frasi magiche ridonandogli la vita. Con il passare del tempo Harold si fa influenzare dal burattino a non comportarsi da perdente, tanto da trasformare i suoi genitori in burattini; infine lo porta a scuola per presentarsi come ventriloquo ma Slappy rivela tutti i segreti degli amici durante uno spettacolo (facendo credere che sia Harold a parlare). Sara, futura mamma di Margot, e i suoi amici (a quel tempo adolescenti) si rendono conto che Slappy è vivo e malvagio, così entrano a casa Biddle per portarglielo via, ma lo scantinato prende accidentalmente fuoco uccidendo Harold. Gli amici smontano e nascondono il burattino giurano di non parlare mai più di ciò che è successo.
Il racconto termina e Bratt rivela di essere in realtà Harold Biddle.

## Regalati un brivido
- Titolo originale: Give Yourself Goosebumps
- Diretto da: Félix Enríquez Alcalá
- Scritto da: Hilary Winston

Terminata la storia, Bratt, impossessato dallo spirito di Harold, rinchiude il gruppo nel suo album da disegno. Qui, cercando di fuggire, incontrano il vero professor Nathan Bratt, imprigionato da tempo: assieme a lui (iniziano anche a chiamarlo per nome) scoprono che il dolore gli permette di tornare nel proprio reale corpo. Grazie a questo stratagemma il gruppo scopre che Harold ha pedinato Nora, uscita dalla clinica psichiatrica, fino alla vecchia miniera di famiglia alla ricerca di Slappy, dov'era stato sepolto trent'anni addietro. Il professor Bratt riesce a far liberare i ragazzi che raggiungono la zona della miniera. 

## Non mi spaventi
- Titolo originale: You Can't Scare Me
- Diretto da: David Grossman
- Scritto da: Nick Adams

Nora trova il burattino si reca nella sua baita per seppellirlo altrove definitivamente, tallonata da Harold nel corpo di Nathan. Nel mentre il gruppo, liberatosi dalla prigionia del libro, tenta di raggiungerla per salvarla: Margot, Isaiah e Lucas vanno in cerca di Nora ma, durante le ricerche, Isaiah scivola e rischia di cadere da un burrone. Harold nel corpo di Nathan raggiunge Nora, libera Slappy e ferisce la donna. Lucas e Margot si accorgono dell'assenza dell'amico, lo iniziano a chiamare incontrando infine Nora, a terra, e poco dopo il resto del gruppo di genitori, intervenuti per lo stesso motivo. Dopo una colluttazione, Nathan torna in sé e getta Slappy in un burrone. Tutto sembra tornare alla calma e normalità e a Nathan viene l'idea di scrivere un romanzo sulle avventure appena conclusesi.

## La notte del burattino  vivente: Parte 2
- Titolo originale: Night of the Living Dummy Part 2
- Diretto da: Erin O'Malley
- Scritto da: Mariko Tamaki

La puntata inizia con un flashback sul passato del professor Bratt quando, appena licenziato e indebitato, riceve la notizia dell'eredità di casa Biddle. Nel presente ha fatto amicizia con il resto del gruppo di genitori e ha appena completato il suo romanzo, pesantemente ispirato alle vicende vissute, ma la casa editrice chiede un finale migliore.
I ragazzi partono per un viaggio a Seattle per raggiungere Margot, trasferitasi con la madre: qui, Margot e Lucas litigano tanto da spingere lui a ritornare a Port Lawrence. Nathan, alla ricerca del finale perfetto, ritrova e rianima Slappy, il quale lo convince a disseppellire la bara del misterioso Kanduu: recitata una formula, lo spirito di Slappy entra nel cadavere, che resuscita con la stessa sua voce e trasforma il padre di Isaiah, di passaggio in visita, in un burattino.

## Benvenuti a Horrorland
- Titolo originale: Welcome to Horrorland
- Diretto da: David Grossman
- Scritto da: Rob Letterman e Nicholas Stoller

La puntata inizia con le origini di Kanduu: era un soldato in una guerra nel 1879 durante la quale venne ferito, cadde in una grotta con misteriose incisioni che, una volta lette, lo guarirono. Qualche anno dopo si presenta come mago (nel vero senso della parola) a Mahar, un burattinaio in difficoltà in un circo fallito, e fa un patto con lui: gli consegnerà burattini umani in cambio di un manichino perfetto. Mahar, resosi conto di aver commesso un errore a fidarsi di Kanduu, lo intrappola nel manichino rendendolo Slappy.
Nel presente, Kanduu cattura quasi tutte le persone di Port Lawrence, incluso Lucas, trasformandole in burattini mentre gli altri quattro ragazzi gli sfuggono: durante la fuga, Isaiah rivela i suoi sentimenti a Margot. Alla fine, Kanduu cattura Margot, Isaiah, James, Isabella e Nathan, con l'obiettivo di trasformare anche loro in burattini per un grande sacrificio in un luogo speciale: 1000 persone bruciate vive sui resti del circo decrepito di Mahar al fine di evocare dei mostri contro cui l'umanità dovrà combattere, invece di farsi guerra tra loro. Il gruppo trova un incantesimo che evoca una visione in cui Mahar è ancora vivo e completa la missione. Inizia quindi un combattimento, alla fine del quale Kanduu torna nuovamente umano (e ricompare la ferita mortale rimarginatasi nel 1879) e viene trascinato negli inferi dalle anime di tutte le sue vittime. Come ultimo gesto, Kanduu spara a Margot, a cui si frappone Isaiah. Portato in ospedale in fin di vita e incosciente, sembra non esserci più nulla da fare per lui ma Margot gli parla, accettando la sua proposta di iniziare una relazione. Isaiah infine muore ma Margot usa un incantesimo per rianimarlo. Nathan, ancora convinto della morte di Isaiah, va in bagno per lavarsi la faccia e vede il riflesso di Kanduu nello specchio.